# Napeogenes deucalion
Napeogenes deucalion är en fjärilsart som beskrevs av Richard Haensch 1905. Napeogenes deucalion ingår i släktet Napeogenes och familjen praktfjärilar. Inga underarter finns listade i Catalogue of Life.